# Rhacophorus schlegelii
Rhacophorus schlegelii es una especie de ranas endémica de Japón. Habita bosques templados.